# Maison familiale de Branko Miljković à Niš
La maison familiale de Branko Miljković à Niš (en serbe cyrillique : Породична кућа Бранка Миљковића у Нишу ; en serbe latin : Porodična kuća Branka Miljkovića u Nišu) se trouve à Niš, dans la municipalité de Medijana et dans le district de Nišava, en Serbie. Elle est inscrite sur la liste des monuments culturels protégés de la république de Serbie (identifiant no SK 2094),.

## Présentation
La maison est située 9 rue Ljube Didića. Le poète Branko Miljković (1934-1961) y est né et y a vécu jusqu'à ce qu'il aille étudier à Belgrade en 1953. Son père, greffier au tribunal de district de Niš l'avait fait construire avant la Seconde Guerre mondiale.
De dimensions modestes, elle est constituée d'un simple rez-de-chaussée, avec un hall central donnant sur deux pièces.
En 1956, les parents de Branko Miljković, Gligorije et Marija, ainsi que son frère Dragiša ont déménagé à Belgrade et ils ont vendu la maison à Stojan Randjelović.
Le bâtiment, qui n'a pas été restauré, reste dans son état d'origine.